# Valiño (Boiro)
Valiño (en gallego y oficialmente, O Valiño) es una aldea española situada en la parroquia de Bealo, del municipio de Boiro, en la provincia de La Coruña, Galicia.

## Demografía
| Gráfica de evolución demográfica de Valiño entre 2000 y 2018 |
|                                                              |
| Datos según el nomenclátor publicado por el INE.             |